# Monochrome Display Adapter

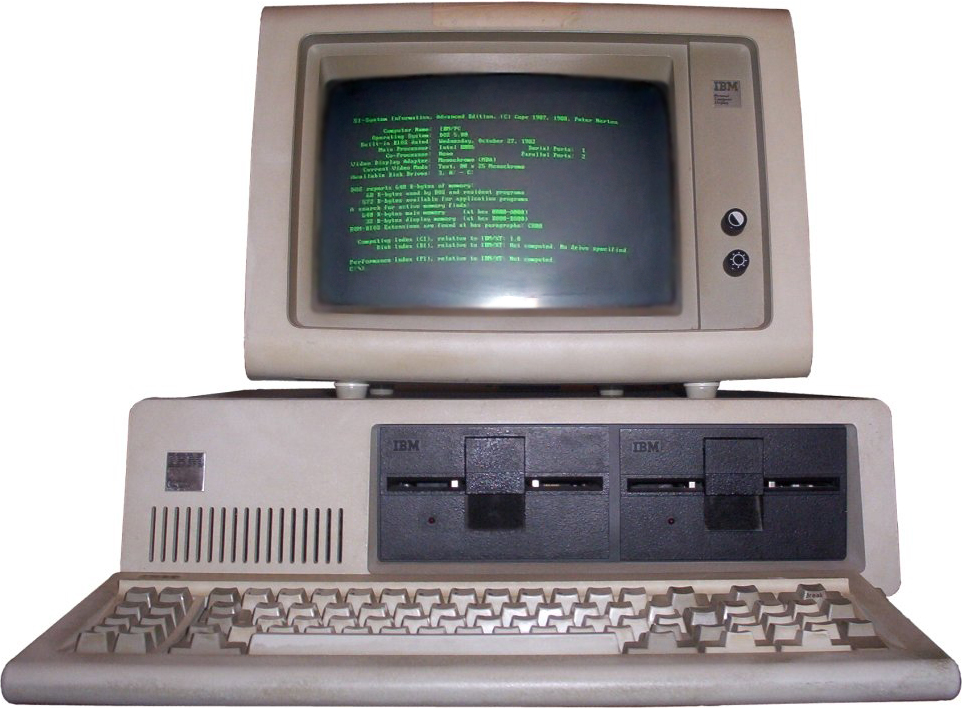
Green screen, що використовується з відеоадаптером MDA

MDA (англ. Monochrome Display Adapter) — перший відеоадаптер комп'ютерів IBM PC.
Був введений фірмою IBM в 1981 році, як стандартний відеоадаптер, а також, як стандарт на відеодисплеї, що підключаються до такого відеоадаптера. Відеоадаптер MDA не підтримував роботу в графічному режимі. Єдиним доступним відеорежимом був монохромний текстовий режим (відеорежим номер 7 PC) в якому на екрані відображалась матриця символів з 80 стовпчиків і 25 рядків.
Відеорежими з такою кількістю символів в рядку і рядків на екрані прижилися. Наприклад вихідні тексти ядра Linux відформатовані так, що в кожному рядку міститься не більше 80 символів, що дозволяє без проблем проглядати їх в текстовому режимі.

## Технічні можливості
Для відображення символу використовувалась матриця 9x14 пікселів, з яких видима частина символу була 7x11, а пікселі, що залишилися використовувались для формування пустого простору між рядками і стовпчиками.
Стандартний відеоадаптер MDA було оснащено 4 КБ відеопам'яті.
Символ міг мати наступні атрибути: невидимий, підкреслений, звичайний,
яскравий (жирний), інвертований і мигаючий. Деякі з атрибутів можна було комбінувати і отримати текст з яскравих (жирних) і підкреслених символів.
| Атрибут                | Вигляд                 |
| ---------------------- | ---------------------- |
| Невидимий              | Невидимий              |
| Нормальний             | Нормальний             |
| Підкреслений           | Підкреслений           |
| Яскравий               | Яскравий               |
| Яскравий підкреслений  | Яскравий підкреслений  |
| Інвертований           | Інвертований           |
| Невидимий інвертований | Невидимий інвертований |

Теоретично роздільність екрану MDA становила 720×350 пікселів. Таку цифру можна отримати, якщо перемножити ширину одного символу (9 пікселів) на кількість стовпчиків (80) і висоту символу (14 пікселів) на кількість рядків (25). Однак відеоадаптер MDA був не здатний адресувати окремі пікселі, він працював в текстовому режимі: в кожне знакомісце можна було помістити один з 256 символів. В MDA використовувалась кодова сторінка CP437. Образи символів зберігались в ПЗП відеоадаптера, і не було можливості їх програмної зміни. Єдиний спосіб намалювати на екрані «графічне зображення» — використовувати ASCII- або ANSI-графіку.
Оригінальна карта розширення, випущена IBM, містила крім MDA-відеоадаптера контролер паралельного порту, і повна назва такої карти було таки: «Monochrome Display and Printer Adapter» — адаптер монохромного дисплея і принтера. Використання такої карти позбавляло власника комп'ютера від необхідності купувати окрему плату розширення для підключення принтера.

## Технічні характеристики

### Роз'єм
Роз'єм на відеокарті:
| 5 | 1 |
|   |   |
| 9 | 6 |

| Pin | Функція                     |
| --- | --------------------------- |
| 1   | Маса                        |
| 2   | Маса                        |
| 3   | Не використовується         |
| 4   | Не використовується         |
| 5   | Не використовується         |
| 6   | Інтенсивність освітленості  |
| 7   | Відео                       |
| 8   | Горизонтальна синхронізація |
| 9   | Вертикальна синхронізація   |

### Сигнал
| Тип                   | Цифровий, ТТЛ |
| Роздільність          | 720h × 350v   |
| Горизонтальна частота | 18.432 кГц    |
| Вертикальна частота   | 50 Гц         |
| Кількість кольорів    | 2-4           |

## Конкуруючі відеоадаптери
- Для користувачів, котрим необхідна робота з графікою і/або кольоровим зображенням, фірма IBM поставляла відеоадаптер CGA, випущений одночасно з MDA. Відеоадаптер CGA спочатку був більш дорогим і розглядався як рішення для верхнього сегменту ринку, але низька роздільність в текстових режимах (порівняно з MDA) робила CGA менш привабливим для бізнес-користувачів.
- Введений в 1982 році відеоадаптер фірми Hercules — Hercules Graphics Card (HGC) підтримував як текстовий режим MDA, так і монохромний графічний режим. Цей відеоадаптер міг керувати станом окремих пікселів на екрані і відображати чорно-білу картинку з роздільністю 720×348 пікселів. Такої роздільності відеоадаптер CGA не міг забезпечити ні в одному зі своїх режимів, включно з монохромними. Таким чином, навіть без підтримки кольорового зображення, HGC дозволяв використовувати чорно-білу графіку і MDA-сумісний текстовий режим.
- Далі була випущена версія адаптера HGC+ (Геркулес Плюс), що відрізнялася наявністю схеми завантаження знакогенератора на окремий ОЗП.